# Enoplolaimus vulgaris
Enoplolaimus vulgaris är en rundmaskart som beskrevs av De Man 1893. Enoplolaimus vulgaris ingår i släktet Enoplolaimus och familjen Enoplidae. Arten är reproducerande i Sverige. Inga underarter finns listade i Catalogue of Life.